# ماري كيلي
ماري كيلي (بالإنجليزية: Mary Kelly)‏ (1985 - ) هي لاعبة كرة يد أسترالية.